# ファブラ ノヴァ クリスタリス ファイナルファンタジー
ファブラ ノヴァ クリスタリス ファイナルファンタジー（FABULA NOVA CRYSTALLIS FINAL FANTASY）は、スクウェア・エニックスから発売されているコンピュータRPG「ファイナルファンタジーシリーズ」内の作品群、およびそのプロジェクト名。各作品の舞台設定は異なるが、一つの神話を共有している。「ファブラ ノヴァ クリスタリス」は「新しいクリスタルの物語」を意味する。

## 作品一覧

### ライトニングサーガ
登場人物のライトニングを物語の核とする一つの世界を描いた以下の作品（FF13シリーズ三部作）。
- ファイナルファンタジーXIII（2009年12月17日発売、PlayStation 3）
  - ファイナルファンタジーXIII アルティメット ヒッツ インターナショナル（2010年12月16日発売、Xbox 360）
- ファイナルファンタジーXIII-2（2011年12月15日発売、PlayStation 3、Xbox 360）
- ライトニング リターンズ ファイナルファンタジーXIII（2013年11月21日発売、PlayStation 3、Xbox 360）

### 新作
- ファイナルファンタジー零式（2011年10月27日発売、PlayStation Portable）- 「ファイナルファンタジーアギトXIII」より改題。
- ファイナルファンタジーアギト（2014年5月15日配信開始、2015年11月30日サービス終了、iOS・Android）
「ファイナルファンタジー零式」と共通の舞台設定を持つ。基本無料（アイテム課金あり[1]）。
PlayStation Vita版のオンラインRPG『ファイナルファンタジーアギトプラス』の配信も予定されていたが[2]、スマホ版のサービス終了に伴い開発中止となった[3]。
- ファイナルファンタジーXV（2016年11月29日発売、PlayStation 4、Xbox One） - 「ファイナルファンタジーヴェルサスXIII」より改題、プラットフォームをPlayStation 3から変更。

### アニメ
- キングスグレイブ ファイナルファンタジーXV
- ブラザーフッド ファイナルファンタジーXV

## 名称について
このプロジェクト名はラテン語であるという内容の公式アナウンスがあるが、「クリスタルの」という意味にはならない。「クリスタル」を意味するラテン語"crystallum"（古典式の発音では「クリュスタッルム」、後代の慣用で「クリスタルム」とも）は第二変化名詞であり、「クリスタルの」という意味にするためには、"crystalli"（クリュスタッリー/単数属格）か"crystallorum"（クリュスタッロールム/複数属格）としなければならない。綴りが"crystallis"（クリュスタッリース）となるのは複数与格と複数奪格のみであり、「クリスタルの」という意味にはならない。

### 名称の変移
初公表となった2006年5月8日時点でのプロジェクトの名称は「ファブラ ノヴァ クリスタリス ファイナルファンタジーXIII」であり、当初『ファイナルファンタジー零式』は『ファイナルファンタジー アギトXIII』、『ファイナルファンタジーXV』は『ファイナルファンタジー ヴェルサスXIII』というタイトルで共に『FFXIII』シリーズの一部とされていた。開発スタッフの野村哲也によれば、当初は「『アギトXIII』も『ヴェルサスXIII』も外伝のような位置づけではなく、それぞれが『XIII』」であり、「名前は単に無印（むじるし）の『XIII』と区別するためのもの」としており、今後もこのプロジェクトに属するタイトルが発売される可能性が示唆されていた。
しかし、2011年1月18日に『ファイナルファンタジー アギトXIII』が『ファイナルファンタジー零式』に改題されたことに伴い、プロジェクト全体の名称も「XIII」を除いた「ファブラ ノヴァ クリスタリス ファイナルファンタジー」に変更された（同時に、それまでは断片的にしか語られていなかった具体的な神話の内容も明らかにされた）。さらに2013年6月10日には『ファイナルファンタジー ヴェルサスXIII』も、ファイナルファンタジーシリーズの15番目のナンバリングタイトルとなる『ファイナルファンタジーXV』に改題され、結果として「XIII」を冠する作品はライトニングサーガの3作品という形になった。

## 神話の設定
ムイン
母なる神。ブーニベルゼに倒され、「不可視世界」へと姿を消す。
ブーニベルゼ
声 - 梶裕貴
ムインを殺して世界を手に入れた神。世界が有限で滅びを迎える運命にあるのはムインの呪いと考え、不可視世界のムインを追うために三体のファルシを作り出した後、クリスタルとなって眠りについている。FF13-2においてノエルがカイアスの心臓（女神エトロの混沌の心臓）を突き刺してエトロを消滅させたために混沌が可視世界へ流入、その500年後に世界の終了を悟った彼はライトニングを人々の心を救う解放者に指名する。
ファルシ＝パルス
世界を切り開き、不可視世界の扉を見つける使命を与えられたファルシ。多くのファルシとルシを生み出した。人間からは全能神と思われている。FF13における物語の一部としてあったグラン＝パルスを管轄していた。LRFF13のラストバトルに於いて悠遠の彼方と呼ばれる場所にいたことが判明した。
ファルシ＝エトロ
誤ってムインにそっくりの姿で生み出されたため、何の使命も与えられなかったファルシ。悲しみのあまり彼女が流した血から人間が生まれ、心が与えられた。人間からは死神と思われている。FF13において起きた様々な奇跡を引き起こしたファルシであったが、それによって力を使い切ってしまったために衰弱していた。それ以前にFF13-2で登場するユールという少女に｢時詠み｣の能力を授け、ユールを守護するカイアスには自身の｢混沌の心臓｣を授け、ユールが見た歴史を集積させる使命を与えた。FF13-2の最後にノエルがカイアスの心臓を突き刺した事によりエトロは完全に消滅した。この影響で可視世界へ混沌が流入、人は年を取らなくなり、寿命を迎えるという事も無くなった代わりに新しい命は生まれなくなった。
ファルシ＝リンゼ
エトロの代わりに生み出されたファルシ。眠りについたブーニベルゼを脅威から護り、不可視世界への扉が見つかったら起こす使命を与えられた。多くのファルシとルシを生み出した。人間からは守護神と思われている。FF13の主な舞台となったコクーンを創造したファルシ、グラン＝パルスの一部を切り取り、人間を養殖する養殖場を創った。LRFF13のラストバトルに於いて玄奥の最中と呼ばれる場所にいたことが判明した。